# Alvise Battain
Alvise Battain (Venezia, 24 agosto 1937 – Venezia, 25 novembre 2023) è stato un attore e doppiatore italiano.

## Biografia
Nipote del celebre attore Emilio Zago, è ricordato principalmente per la sua intensa attività teatrale, in particolare nelle rappresentazioni delle opere di Carlo Goldoni. In circa sessant'anni di carriera lavorò in più di ottanta spettacoli, ad esempio Le allegre comari di Windsor e Il giardino dei ciliegi. In ambito cinematografico prese parte al cortometraggio La gita di Fiorella Buffa, mentre in campo televisivo ricoprì alcuni ruoli in sceneggiati degli anni settanta. 
Fu anche doppiatore, attivo principalmente tra la fine degli anni Settanta e i primi anni Novanta, prestando la voce (tra gli altri) a Ian McDiarmid ne Il ritorno dello Jedi e a John Wood in Ladyhawke.
È deceduto a Venezia il 25 novembre 2023, all'età di 86 anni.

## Filmografia

### Televisione
- Marcovaldo, regia di Giuseppe Bennati (1970)
- Qui squadra mobile, regia di Anton Giulio Majano (1973)
- Carlo Gozzi, regia di Sandro Bolchi (1974)
- Il commissario De Vincenzi, regia di Mario Ferrero (1974)
- Monsieur Rossini, regia di Giovanni Fago (1979)

### Cinema
- La gita, regia di Fiorella Buffa (2016)

## Attività teatrale
- La Commedia degli Zanni
- La Grande Prosa
- Le allegre comari di Windsor
- Il giardino dei ciliegi
- Spettri
- Il manoscritto trovato in una bottiglia
- Una discesa dal Maestrom
- La fine di Shavuoth
- La locandiera
- Il teatro comico
- La pulce nell'orecchio
- La vedova scaltra
- Pene d'amor perduto
- La fine di Shavouth
- Canto di Natale
- I due gentiluomini di Verona

## Doppiaggio

### Film
- Ian McDiarmid in Il ritorno dello Jedi
- Huerequeque Enrique Bohorquez in Fitzcarraldo
- John Wood in Ladyhawke
- Richard Portnow in Zia Julia e la telenovela
- Val Bisoglio in Scusi, dov'è il West?
- Moses Gunn in Gunny
- Dick Miller in L'ululato
- Richard Münch in Target - Scuola omicidi
- Howard Goorney in Memorie di una donna di piacere
- Anthony Benson in Misfatto bianco
- Hans Howes in Terminal Velocity
- Sydney Bromley in Il drago del lago di fuoco
- Andre Gregory in Protocol
- Edward Van Sloan in Dracula (1ª edizione)
- Adolphe Menjou in Lo stato dell'Unione (ridoppiaggio)
- Jingwu Ma in Lanterne rosse
- Zack Norman in All'inseguimento della pietra verde

### Film d'animazione
- Anziano usciere in Le 12 fatiche di Asterix
- Krebbs il koala in Bianca e Bernie nella terra dei canguri
- Zio Drosselmeier in La favola del principe schiaccianoci
- Mec in Fievel sbarca in America

### Serie televisive
- Tom Bosley in La signora in giallo